# Houston County, Tennessee
Houston County är ett administrativt område i delstaten Tennessee, USA, med 8 283 invånare vid 2020 års folkräkning. Den administrativa huvudorten (county seat) är Erin.

## Geografi
Enligt United States Census Bureau har countyt en total area på 536 km². 519 km² av den arean är land och 17 km² är vatten.

### Angränsande countyn
- Stewart County - nord
- Montgomery County - nordost
- Dickson County - öst
- Humphreys County - syd
- Benton County - väster